# الرصيف (مصر)
قرية الرصيف هي إحدى القرى التابعة لمركز الرياض في محافظة كفر الشيخ في جمهورية مصر العربية. حسب إحصاءات سنة 2006، بلغ إجمالي السكان في الرصيف 12504 نسمة، منهم 6256 رجل و6248 امرأة.